# Automobiles Grégoire
Automobiles Grégoire – francuskie przedsiębiorstwo produkujące samochody. Początkowo nazywała się "Grégoire et Cie", gdyż została założona przez dwóch wspólników: inżyniera Pierre`a Josepha Grégoire oraz Louisa Soncina. Soncin posiadał doświadczenie w produkcji aut. Firmował serię aut Soncin z 1901 roku, zakładów "Emile Ouzou & Cie" w Paryżu. Na przełomie 1902 i 1903 Soncin sprzedał udziały Grégoiremu, który rozpoczął montaż aut pod swoim nazwiskiem. Dla powiększenia kapitału przekształcił  przedsiębiorstwo w spółkę akcyjną pod firmą "Société Anonyme des Automobiles Grégoire".
Przedsiębiorstwo było znane na rynku głównie przed I wojną światową z produkcji eleganckich aut wyższej klasy. Po wojnie nie odzyskało renomy, ani nie posiadało środków na modernizację produkcji. Na początku lat dwudziestych wytwarzało modele dla firmy Bignan. Po zamknięciu wytwórni jego ostatnie prototypy zostały przejęte przez zakłady Hinstin.

## Znane modele
- Typ 70 (1906)
- Typ 6/8 (1910)
- Typ 13/18 (1912)
- Typ 132 (1914)
- Typ 134 (1921)

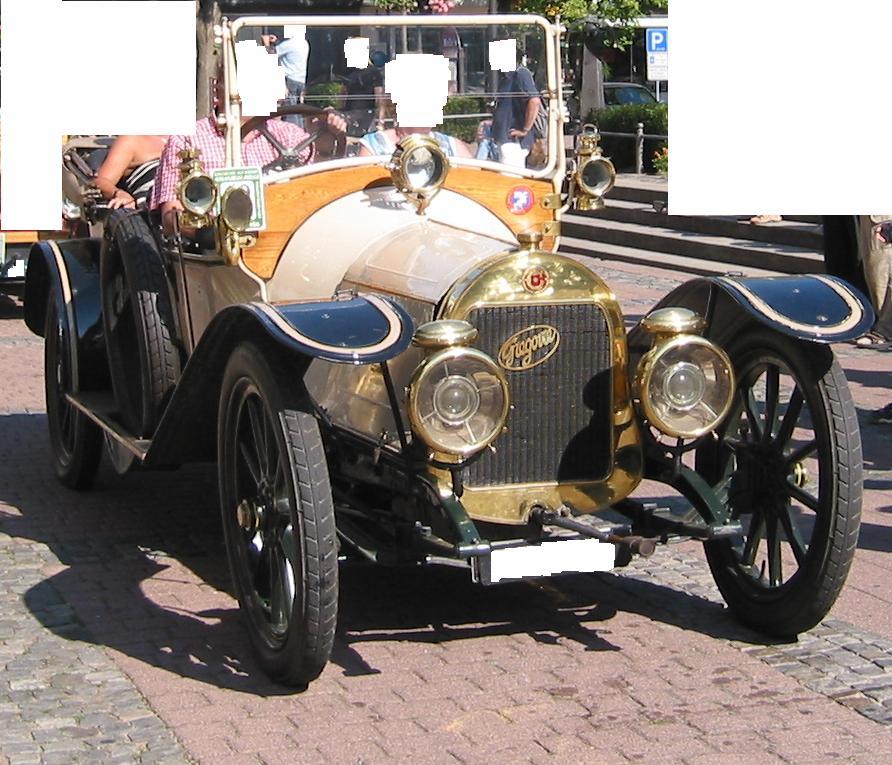
Grégoire model z 1911 r.
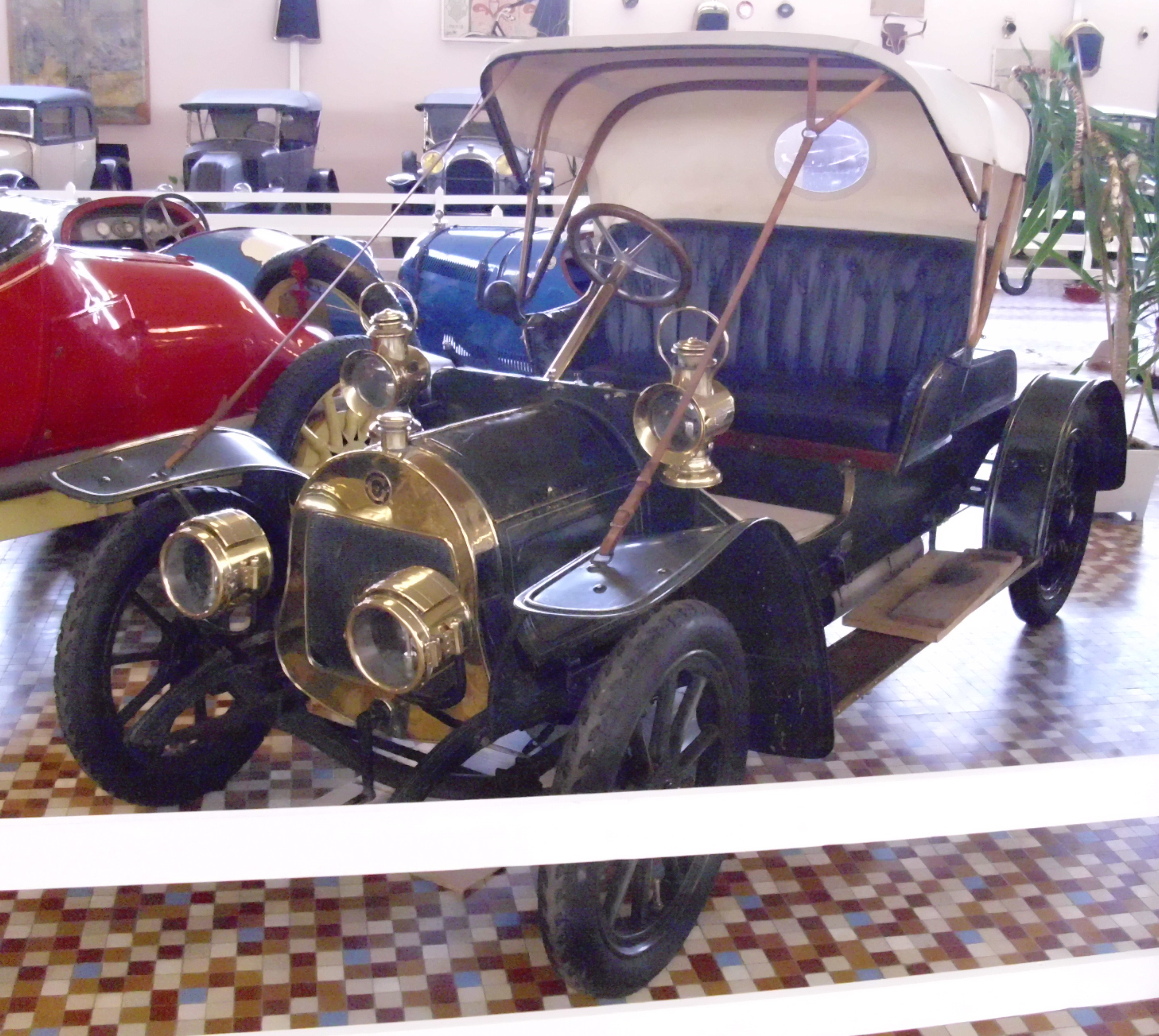
Grégoire model z 1912 r.